# Heratemita
Heratemita is een geslacht van spinnen uit de familie springspinnen (Salticidae).

## Soorten
De volgende soorten zijn bij het geslacht ingedeeld:
- Heratemita alboplagiata (Simon, 1899)
- Heratemita chrysozona (Simon, 1899)